# Acioa somnolens
Acioa somnolens är en tvåhjärtbladig växtart som beskrevs av Bassett Maguire. Acioa somnolens ingår i släktet Acioa och familjen Chrysobalanaceae. Inga underarter finns listade i Catalogue of Life.